# 梅坪乡
梅坪乡，是中华人民共和国湖南省邵陽市绥宁县下辖的一个乡镇级行政单位。

## 行政区划
梅坪乡下辖以下地区：
梅坪村、飞蛾村、双江村、庙湾村、木兰田村、黄泥江村和庙湾林场。